# Daraya (Liban)
Pour les articles homonymes, voir Daraya.
Ne doit pas être confondu avec Araya (Liban).
Daraya (arabe : داريا) est un village libanais situé dans la caza du Kesrouan au Mont-Liban au Liban. La population est presque exclusivement chrétienne de rite maronite.